# Dictyna sierra
Dictyna sierra là một loài nhện trong họ Dictynidae.
Loài này thuộc chi Dictyna. Dictyna sierra được Ralph Vary Chamberlin miêu tả năm 1948.